# Mpxplay
Mpxplay es un reproductor de audio para DOS y Windows. El reproductor reproduce los siguientes formatos: AAC, AC3, APE, FLAC, MP2/MP3, MPC, Vorbis, WMA, codecs de audio WV y WAV, también es capaz de reproducir el sonido de videos que estén en los siguientes formatos: AVI, ASF, MP4/M4A y OGG. Con plugins reproduce: DTS, MOD y SPX. En versiones más antiguas el reproductor causaba problemas en Windows porque accedía directamente al hardware, este problema se ha solucionado en versiones posteriores mediante el uso de DirectSound, una API para DirectX.